# جانيس تيما
جانيس تيما (باللاتفية: Jānis Timma)‏ مواليد 2 يوليو 1992 في كراسلافا، لاتفيا، هو لاعب كرة سلة لاتفي. بدأ مسيرته الاحترافية في سنة 2009. اختير من قبل فريق ميمفيس غريزليس خلال الدرافت. لعب مع زينيت سانت بطرسبرغ. حمل الرقم 6. بلغ طوله 6 قدم 7 بوصة (2.0 م).

## المسيرة الاحترافية
لعب مع إيه إس كي ريغا من سنة 2008 إلى 2011، ثم لعب مع ليبايا لوفاس في موسم 2011–2012، ثم لعب مع نادي فينتسبيلس لكرة السلة من سنة 2012 إلى 2014، ثم لعب مع في إي إف ريغا في موسم 2014–2015، ثم لعب مع زينيت سانت بطرسبرغ في الدوري الروسي في سنة 2015.

## روابط خارجية
- جانيس تيما على موقع الاتحاد الدولي لكرة السلة (الإنجليزية)
- جانيس تيما على موقع الدوري الأوروبي لكرة السلة (الإنجليزية)
- جانيس تيما على موقع سبورتس رفرنس (الإنجليزية)
- جانيس تيما على موقع الدوري الإسباني لكرة السلة (الإسبانية)
- جانيس تيما على موقع كرة السلة الأوروبية.كوم (الإنجليزية)
- جانيس تيما على موقع DraftExpress.com (الإنجليزية)
- جانيس تيما على موقع ريلجم (الإنجليزية)
- جانيس تيما على موقع بروبوليرز (الإنجليزية)
- جانيس تيما على موقع سبورتس رفرنس (الإنجليزية)
- جانيس تيما على موقع سبورتس رفرنس (الإنجليزية)